# Percival Molson
Percival Molson, född 14 augusti 1880, död 5 juli 1917, var en friidrottare från Kanada. Han deltog vid olympiska sommarspelen 1904.